# Carl H. Johnson
 (décembre 2023).
Pour les articles homonymes, voir Carl Johnson.
Carl Hirschie Johnson est un biologiste américain, spécialisé dans le domaine de la chronobiologie, soit l’étude des rythmes biologiques dans les organismes. Ses recherches portent notamment sur le rythme circadien chez les cyanobactéries. Présentement, il travaille dans son laboratoire (Carl Johnson Laboratory) à l’Université Vanderbilt.

## Vie personnelle
Carl Hirschie Johnson, biologiste américain spécialisé en chronobiologie, est reconnu pour ses contributions significatives dans l'étude des rythmes circadiens des cyanobactéries. Né à Washington D.C., sa passion pour la recherche a pris forme sous la direction du Dr. Michael Menaker alors qu'il était étudiant de premier cycle, déclenchant un changement de cap significatif de la médecine vers la recherche scientifique. Il a commencé son parcours académique à l'Université du Texas à Austin, où il a brillamment obtenu un diplôme en arts libéraux. Ensuite, il poursuit des études supérieures avec Colin Pittendrigh à l’Université Stanford, suivi d’un post-doctorat avec J. Woodland Hastings à l’Université Harvard. Actuellement Stevenson Professor of Biological Sciences à l’Université Vanderbilt, le laboratoire de Johnson se concentre sur l’étude des horloges biologiques circadiennes sous diverses perspectives, allant de la molécule à la population. Il est également président de la Society for Research on Biological Rhythms (SRBR), une organisation internationale majeure en chronobiologie.

## Carrière scientifique

### Éducation et début de carrière
Johnson a suivi des études rigoureuses et a commencé sa carrière en s’efforçant de percer les mystères des rythmes biologiques. Tout d’abord, ce sera la musique classique qui le mènera vers la science. En effet, Johnson s’inscrit à des cours de musique et, sa mère étant incapable de payer pour ceux-ci, dû se trouver un emploi pour gagner de l’argent afin de pouvoir suivre les cours qu’il aimait. C’est ainsi qu’il approcha son ancien professeur de biologie, Michael Menaker, qui l’engage dans son laboratoire, se concentrant sur les « horloges » biologiques. Captivé par ces mécanismes de mesures temporelles, également désignées sous le nom de rythmes circadiens, cette expérience avec Menaker a allumé la flamme de sa passion pour la chronobiologie. Par la suite, il a obtenu son doctorat à l’Université Vanderbilt, où il a étudié les mécanismes complexes des rythmes circadiens. Ensuite, il ira à l’Université de Harvard où il poursuivra ses études postdoctorales sous la supervision de Dr. J. W. « Woody » Hastings, une figure majeure du domaine de la chronobiologie en études supérieures.
La passion de Johnson pour la compréhension des rythmes biologiques l'a conduit à mener des recherches novatrices sur les bases moléculaires des horloges biologiques, ce qui a permis de mieux comprendre la synchronisation des processus biologiques internes des organismes avec les signaux environnementaux externes. Le début de sa carrière a été marqué par une série de publications influentes qui ont jeté les bases de la chronobiologie moderne, faisant de lui une figure connue dans ce domaine. Ses travaux ont considérablement façonné le domaine de la chronobiologie, et ses contributions ont été largement reconnues pour avoir élucidé les complexités des systèmes de chronométrage biologique.

### Contributions majeures

#### Horloge circadienne chez les cyanobactéries
Pendant longtemps, les chronobiologistes ont pensé que les procaryotes étaient trop simples pour exprimer des rythmes circadiens. Johnson n’acceptait pas cette idée et fit ses propres études sur les cyanobactéries pour suggérer la présence d’un tel système. Lui et ses collègues ont notamment utilisé un système rapporteur de luciférase pour prouver inexorablement que Synechococcus, une cyanobactérie, montre des rythmes circadiens. Leurs résultats montrent que le système circadien de ce genre exhibe les mêmes caractéristiques que ce même système chez les eucaryotes. Celles-ci sont la perpétuité dans des conditions constantes, la compensation de la température et l'entraînement par des signaux externes.
De plus, ils ont identifié les éléments centraux de l’horloge circadienne et leur structure, soit les protéines KaiA, KaiB et KaiC. Ensemble, ces protéines forment le complexe KaiABC dont la boucle de rétroaction qui régule l’expression de ces gènes permet de générer les oscillations circadiennes chez les cyanobactéries. En outre, Johnson étudie dans son laboratoire la valeur adaptative des rythmes circadiens chez les cyanobactéries ayant les gènes KaiB et KaiC afin de voir par quel processus évolutif ces horloges circadiennes auraient évolué.

#### Transfert d'énergie par résonance de bioluminescence (BRET)
Johnson et son équipe ont développé et breveté en 1999, une nouvelle méthode d'étude de l'interaction des molécules nommée le transfert d’énergie par résonance de bioluminescence (BRET).
Cette méthode est basée sur une autre méthode, plus ancienne : le transfert d'énergie par résonance de Förster (FRET). Le FRET est défini comme un transfert d’énergie non radiatif, c'est-à-dire qu’il n’y a pas d’émission de lumière, résultant d’une interaction entre deux molécules : une molécule donneuse et une molécule acceptrice d’énergie. La technique de FRET utilise la lumière pour activer les fluorophores attachés aux protéines d'intérêt dans la recherche et l’étude de l’horloge circadienne. En modifiant la technique FRET par des protéines bioluminescentes ayant une activité luciférase, cela permet d’éliminer le besoin d’excitation lumineuse. Ainsi, cela évite les changements que la lumière provoque généralement dans les horloges circadiennes, tels que la réinitialisation de la phase de l’horloge.
Johnson et son équipe ont montré que la technique BRET peut être utile dans le domaine de l'ontogénétique. La plupart des méthodes optiques actuelles pour surveiller les niveaux de Ca2+ sont basées sur une excitation de fluorescence. Cela peut provoquer une stimulation indésirable de la sonde ontogénétique et d'autres effets indésirables, tels que l'auto-fluorescence des tissus. Cette nouvelle méthode de mesure des interactions protéine-protéine par le capteur BRET évite les conséquences indésirables de l'irradiation par fluorescence.

#### Horloge circadienne chez les mammifères
Johnson et ses collaborateurs ont également effectué des recherches sur les gènes impliqués dans le système circadien chez les mammifères. Ils ont analysé les voies de signalisation en étudiant les réponses des fibroblastes à une variété de traitements. Leurs résultats ont permis de conclure que les mécanismes de synchronisation par la voie cyclique de l’AMP et par la voie des glucocorticoïdes sont différents. Ainsi, ces voies conduisent à des synchronisations circadiennes distinctes.
Récemment, leurs recherches sur les mammifères sont notamment dirigées vers la maladie Engelmann (SA), qui se présente souvent avec des troubles du sommeil. Ces troubles indiquent un problème avec le système circadien. Un lien entre l’expression du gène Ube3a et les rythmes circadiens dans des modèles de souris ayant cette maladie a été trouvé. Effectivement, un allongement de la période entraîne un retard de phase du système circadien, qui pourrait expliquer les symptômes de SA, révélant des traitements potentiels pour les patients atteints de SA.

### Travail actuel
Parmi ses travaux les plus récents, Johnson a participé à la publication d’un article où les auteurs ont pu conclure que les corps noirs sont la source de luciférine réduite pour la réaction bioluminescente. La présence de luciférine indique qu’il y a des fonctions biologiques supplémentaires et des études sont toujours en cours pour identifier les structures chimiques de cette luciférine et pour comprendre davantage ses fonctions biologiques. L’article le plus récent que Johnson a écrit, en février 2023, était ‘Pittendrigh remembered’ avec cinq autres anciens collègues et/ou mentorés de Pitt qui se sont réunis, pour partager leurs souvenirs de Pitt et son impact sur eux et dans le domaine de la chronobiologie. Actuellement, Carl Johnson a son propre laboratoire nommé Carl Johnson Laboratory dans lequel il continue à faire des recherches en chronobiologie.  